# Кошевой, Евгений Николаевич
Евгений Николаевич Кошевой (род. 6 октября 1984 года) – казахстанский лыжник. Мастер спорта Республики Казахстан международного класса. Лучшие результаты в составе национальной сборной показывал в спринтерских дисциплинах. Завершил карьеру в 2016 году.

## Карьера
На чемпионате мира среди юниоров в шведском Соллефтео в 2003 году завоевал «серебро» на дистанции 10 км классическим стилем.
Через год на чемпионате мира среди юниоров в норвежском Стрюне завоевал  «серебро» на дистанции 10 км вольным стилем и «золото» -  в эстафете.
На зимней Универсиаде 2005 в Инсбруке стал чемпионом в спринте.
Лучший индивидуальный результат на этапах кубка мира - 6 место (Оберсдорф, 2006). Бронзовый призёр Скандинавского кубка 2005 года в классическом спринте.
Участвуя в Олимпиаде-2006 в Турине, был 13-м в спринте вольным стилем. В составе команды был 13-м – в эстафете и 6-м – в командном спринте. 
В марте 2007 года был дисквалифицирован на 2 года по результатам допинг-анализа. После дисквалификации продолжил карьеру и вновь отобрался в национальную сборную.
На Олимпиаде-2010 в Ванкувере был 52-м в спринте.
На чемпионате мира 2013 года был 42-м в спринте.
В январе 2014 года в последний раз выступил на этапе кубка мира.